# مع ماتيس في طنجة
مع ماتيس في طنجة هو فيلم وثائقي مغربي أنتج سنة 1993، وهو من إخراج المغربي مؤمن سميحي .           

## القصة
يروي الفيلم رحلات الفنان هنري ماتيس إلى مدينة طنجة أثناء بحثه عن موضوعات جديدة للوحاته من منظور مغربي.    

## روابط خارجية
- Avec Matisse à Tanger 1993 film  في قاعدة بيانات الأفلام على الإنترنت (بالإنجليزية)